# زالشه (شهرستان گوستنگ)
زالشه (به لهستانی:  Zalesie) یک روستا در لهستان است که در گمینا بورک ویلکوپولسکی واقع شده‌است.